# آذریشیق
آذریشیق (انگلیسی: Azerishiq) اپراتور شبکه برق در باکو پایتخت جمهوری آذربایجان است.